# Gloria Estefan/Auszeichnungen für Musikverkäufe

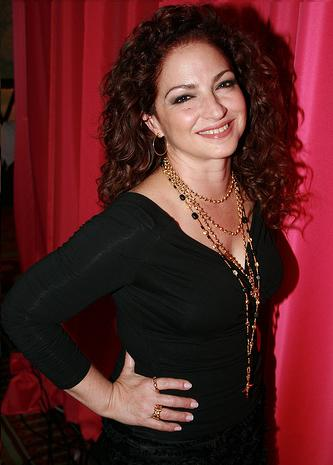
Gloria Estefan (2009)

Dies ist eine Übersicht über die Auszeichnungen für Musikverkäufe der kubanisch-US-amerikanischen Sängerin Gloria Estefan. Die Auszeichnungen finden sich nach ihrer Art (Gold, Platin usw.), nach Staaten getrennt in chronologischer Reihenfolge, geordnet sowie nach den Tonträgern selbst, ebenfalls in chronologischer Reihenfolge, getrennt nach Medium (Alben, Singles usw.), wieder.

## Auszeichnungen
| - Frankreich - 1997: für die Single You’ll Be Mine (Party Time) - Vereinigtes Königreich - 1984: für die Single Dr. Beat - 1995: für die Single Hold Me, Thrill Me, Kiss Me - 2013: für das Album Destiny - 2021: für die Autorenbeteiligung Let’s Get Loud (Jennifer Lopez) - 2025: für die Single Conga! - Argentinien - 1990: für das Album Éxitos de Gloria Estefan - 1996: für das Album Destiny - 2004: für das Album Amor y suerte – The Spanish Love Songs - Australien - 1992: für das Album Greatest Hits - 1995: für die Single Turn the Beat Around - 1997: für das Album Destiny - Belgien - 2000: für die Autorenbeteiligung Let’s Get Loud (Jennifer Lopez) - Deutschland - 1991: für das Album Cuts Both Ways - 2023: für die Autorenbeteiligung Let’s Get Loud (Jennifer Lopez) - Europa - 1991: für das Album Into the Light - 1995: für das Album Hold Me, Thrill Me, Kiss Me - Finnland - 1989: für das Album Cuts Both Ways - 2002: für die Autorenbeteiligung Whenever, Wherever (Shakira) - Frankreich - 1999: für das Album Gloria! - Irland - 2006: für das Album The Very Best Of - Italien - 2018: für die Autorenbeteiligung Whenever, Wherever (Shakira) - 2021: für die Autorenbeteiligung Let’s Get Loud (Jennifer Lopez) - Japan - 1991: für das Album Cuts Both Ways - 1993: für das Album Into the Light - 1996: für das Album Hold Me, Thrill Me, Kiss Me - 1996: für das Album Greatest Hits - 1997: für das Album Destiny - 1998: für das Album Gloria! - Kanada - 1986: für die Single Conga! - 1986: für die Single Bad Boy - 1992: für das Album Greatest Hits - 1996: für das Album Destiny - 1998: für das Album Gloria! - Mexiko - 2000: für das Album Alma Caribeña – Caribbean Soul - 2020: für die Autorenbeteiligung Let’s Get Loud (Jennifer Lopez) - Neuseeland - 1986: für das Album Primitive Love - 1987: für das Album Let It Loose - 1991: für das Album Into the Light - 1995: für das Album Hold Me, Thrill Me, Kiss Me - 2023: für die Single Conga! - Niederlande - 1989: für die Single Can’t Stay Away from You - 1995: für das Album Abriendo puertas - 2000: für die Autorenbeteiligung Let’s Get Loud (Jennifer Lopez) - Schweden - 1990: für das Album Cuts Both Ways - Schweiz - 1990: für das Album Cuts Both Ways - 1997: für das Album Mi Tierra - 2003: für die Single Wrapped - Spanien - 1990: für das Album Into the Light - 2001: für das Album Greatest Hits Vol. II - 2003: für das Album Unwrapped - 2004: für das Album Amor y suerte – The Spanish Love Songs - 2007: für das Album 90 Millas - Vereinigte Staaten - 1989: für die Single Don’t Wanna Lose You - 1989: für die Single Conga! - 1989: für die Single Bad Boy - 1989: für die Single Anything for You - 1992: für das Album Eyes of Innocence - 1995: für die Single Turn the Beat Around - 1996: für das Album Abriendo puertas - 1996: für das Videoalbum Into the Light – World Tour - 1998: für das Album Gloria! - 1999: für die Single Music of My Heart - 2000: für das Album Alma Caribeña – Caribbean Soul - 2000: für das Videoalbum Everlasting Gloria! - Vereinigtes Königreich - 2013: für das Album The Very Best Of - 2023: für die Single Doctor Pressure | - Frankreich - 1998: für das Album Best of Gloria Estefan - Argentinien - 1995: für das Album Abriendo puertas - 1998: für das Album Gloria! - 2000: für das Album Alma Caribeña – Caribbean Soul - Australien - 1995: für das Album Hold Me, Thrill Me, Kiss Me - Brasilien - 2021: für die Autorenbeteiligung Whenever, Wherever (Shakira) - Dänemark - 2021: für die Autorenbeteiligung Whenever, Wherever (Shakira) - Europa - 1994: für das Album Mi Tierra - 1997: für das Album Abriendo puertas - Griechenland - 2002: für die Autorenbeteiligung Whenever, Wherever (Shakira) - Kanada - 1987: für das Album Primitive Love - 1988: für das Album Let It Loose - 1990: für das Album Cuts Both Ways - 1991: für das Album Into the Light - 1995: für das Album Hold Me, Thrill Me, Kiss Me - Mexiko - 2022: für die Autorenbeteiligung Whenever, Wherever (Shakira) - Neuseeland - 1994: für das Album Greatest Hits - 2001: für die Autorenbeteiligung Whenever, Wherever (Shakira) - Niederlande - 1989: für das Album Cuts Both Ways - 1989: für das Album Anything for You - 1991: für das Album Into the Light - 1993: für das Album Greatest Hits - 2000: für das Album Mi Tierra - 2002: für die Autorenbeteiligung Whenever, Wherever (Shakira) - Österreich - 2002: für die Autorenbeteiligung Whenever, Wherever (Shakira) - Schweiz - 2003: für das Album Unwrapped - Spanien - 1990: für das Album Cuts Both Ways - Uruguay - 1999: für das Album Gloria! - Vereinigte Staaten - 1989: für das Videoalbum Homecoming Concert - 1990: für das Videoalbum Evolution - 1994: für das Album Mi Tierra - 1994: für das Album Christmas Through Your Eyes - 1996: für das Album Destiny - Vereinigtes Königreich - 1991: für das Album Into the Light - 1995: für das Album Hold Me, Thrill Me, Kiss Me - Deutschland - 2002: für die Autorenbeteiligung Whenever, Wherever (Shakira) | - Argentinien - 1993: für das Album Mi Tierra - Australien - 1991: für das Album Into the Light - Belgien - 2002: für die Autorenbeteiligung Whenever, Wherever (Shakira) - Kanada - 2021: für die Autorenbeteiligung Whenever, Wherever (Shakira) - Mexiko - 2023: für die Autorenbeteiligung Suerte (Shakira) - Schweden - 2002: für die Autorenbeteiligung Whenever, Wherever (Shakira) - Schweiz - 2002: für die Autorenbeteiligung Whenever, Wherever (Shakira) - Spanien - 1997: für das Album Destiny - 2000: für das Album Alma Caribeña – Caribbean Soul - Vereinigte Staaten - 1994: für das Album Into the Light - 1995: für das Album Hold Me, Thrill Me, Kiss Me - 2022: für die Autorenbeteiligung Whenever, Wherever (Shakira) - Vereinigtes Königreich - 2022: für die Autorenbeteiligung Whenever, Wherever (Shakira) - Australien - 1992: für das Album Cuts Both Ways - 2022: für die Autorenbeteiligung Let’s Get Loud (Jennifer Lopez) - Mexiko - 1993: für das Album Mi Tierra - Neuseeland - 1991: für das Album Cuts Both Ways - Norwegen - 2002: für die Autorenbeteiligung Whenever, Wherever (Shakira) - Vereinigte Staaten - 1991: für das Album Let It Loose - 1994: für das Album Cuts Both Ways - 1996: für das Album Primitive Love - Vereinigtes Königreich - 1990: für das Album Cuts Both Ways - 1993: für das Album Greatest Hits - Australien - 2019: für die Autorenbeteiligung Whenever, Wherever (Shakira) - Kolumbien - 1996: für das Album Abriendo puertas - Spanien - 1995: für das Album Hold Me, Thrill Me, Kiss Me - Vereinigte Staaten - 2000: für das Album Greatest Hits - 2000: für das Album Alma Caribeña – Caribbean Soul (Latin) - Vereinigtes Königreich - 1989: für das Album Anything for You - Spanien - 1999: für das Album Gloria! - Spanien - 1997: für das Album Abriendo puertas - Vereinigte Staaten - 2000: für das Album Abriendo puertas (Latin) - Spanien - 1996: für das Album Mi Tierra - Vereinigte Staaten - 2000: für das Album Mi Tierra (Latin) - Vereinigte Staaten - 2025: für die Single Conga! (Latin) - Frankreich - 2002: für die Autorenbeteiligung Whenever, Wherever (Shakira) |

## Auszeichnungen nach Alben

### Eyes of Innocence
| Land/Region               | Auszeichnungen für Musikverkäufe (Land/Region, Auszeichnung, Verkäufe) | Verkäufe |
| ------------------------- | ---------------------------------------------------------------------- | -------- |
| Vereinigte Staaten (RIAA) | Gold                                                                   | 500.000  |
| Insgesamt                 | 1× Gold ·                                                              | 500.000  |

### Primitive Love
| Land/Region               | Auszeichnungen für Musikverkäufe (Land/Region, Auszeichnung, Verkäufe) | Verkäufe  |
| ------------------------- | ---------------------------------------------------------------------- | --------- |
| Kanada (MC)               | Platin                                                                 | 100.000   |
| Neuseeland (RMNZ)         | Gold                                                                   | 10.000    |
| Vereinigte Staaten (RIAA) | 3× Platin                                                              | 3.000.000 |
| Insgesamt                 | 1× Gold · 4× Platin ·                                                  | 3.110.000 |

### Let It Loose
| Land/Region               | Auszeichnungen für Musikverkäufe (Land/Region, Auszeichnung, Verkäufe) | Verkäufe  |
| ------------------------- | ---------------------------------------------------------------------- | --------- |
| Kanada (MC)               | Platin                                                                 | 100.000   |
| Neuseeland (RMNZ)         | Gold                                                                   | 10.000    |
| Vereinigte Staaten (RIAA) | 3× Platin                                                              | 3.000.000 |
| Insgesamt                 | 1× Gold · 4× Platin ·                                                  | 3.110.000 |

### Anything for You
| Land/Region                  | Auszeichnungen für Musikverkäufe (Land/Region, Auszeichnung, Verkäufe) | Verkäufe  |
| ---------------------------- | ---------------------------------------------------------------------- | --------- |
| Niederlande (NVPI)           | Platin                                                                 | 100.000   |
| Vereinigtes Königreich (BPI) | 4× Platin                                                              | 1.200.000 |
| Insgesamt                    | 5× Platin ·                                                            | 1.300.000 |

### Cuts Both Ways
| Land/Region                  | Auszeichnungen für Musikverkäufe (Land/Region, Auszeichnung, Verkäufe) | Verkäufe  |
| ---------------------------- | ---------------------------------------------------------------------- | --------- |
| Australien (ARIA)            | 3× Platin                                                              | 210.000   |
| Deutschland (BVMI)           | Gold                                                                   | 250.000   |
| Finnland (IFPI)              | Gold                                                                   | 35.476    |
| Japan (RIAJ)                 | Gold                                                                   | 100.000   |
| Kanada (MC)                  | Platin                                                                 | 100.000   |
| Neuseeland (RMNZ)            | 3× Platin                                                              | 60.000    |
| Niederlande (NVPI)           | Platin                                                                 | 100.000   |
| Schweden (IFPI)              | Gold                                                                   | 50.000    |
| Schweiz (IFPI)               | Gold                                                                   | 25.000    |
| Spanien (Promusicae)         | Platin                                                                 | 100.000   |
| Vereinigte Staaten (RIAA)    | 3× Platin                                                              | 3.000.000 |
| Vereinigtes Königreich (BPI) | 3× Platin                                                              | 900.000   |
| Insgesamt                    | 5× Gold · 15× Platin ·                                                 | 4.930.476 |

### Éxitos de Gloria Estefan
| Land/Region         | Auszeichnungen für Musikverkäufe (Land/Region, Auszeichnung, Verkäufe) | Verkäufe |
| ------------------- | ---------------------------------------------------------------------- | -------- |
| Argentinien (CAPIF) | Gold                                                                   | 30.000   |
| Insgesamt           | 1× Gold ·                                                              | 30.000   |

### Into the Light
| Land/Region                  | Auszeichnungen für Musikverkäufe (Land/Region, Auszeichnung, Verkäufe) | Verkäufe  |
| ---------------------------- | ---------------------------------------------------------------------- | --------- |
| Australien (ARIA)            | 2× Platin                                                              | 140.000   |
| Europa (IFPI)                | Gold                                                                   | 500.000   |
| Japan (RIAJ)                 | Gold                                                                   | 100.000   |
| Kanada (MC)                  | Platin                                                                 | 100.000   |
| Neuseeland (RMNZ)            | Gold                                                                   | 10.000    |
| Niederlande (NVPI)           | Platin                                                                 | (100.000) |
| Spanien (Promusicae)         | Gold                                                                   | (50.000)  |
| Vereinigte Staaten (RIAA)    | 2× Platin                                                              | 2.000.000 |
| Vereinigtes Königreich (BPI) | Platin                                                                 | (300.000) |
| Insgesamt                    | 4× Gold · 7× Platin ·                                                  | 2.850.000 |

### Mi Tierra
| Land/Region               | Auszeichnungen für Musikverkäufe (Land/Region, Auszeichnung, Verkäufe) | Verkäufe    |
| ------------------------- | ---------------------------------------------------------------------- | ----------- |
| Argentinien (CAPIF)       | 2× Platin                                                              | 120.000     |
| Europa (IFPI)             | Platin                                                                 | (1.000.000) |
| Mexiko (AMPROFON)         | 3× Platin                                                              | 750.000     |
| Niederlande (NVPI)        | Platin                                                                 | 80.000      |
| Schweiz (IFPI)            | Gold                                                                   | 25.000      |
| Spanien (Promusicae)      | 10× Platin                                                             | 1.000.000   |
| Vereinigte Staaten (RIAA) | Platin (Standard) · + 16× Platin (Latin)                               | 1.960.000   |
| Insgesamt                 | 1× Gold · 24× Platin · 1× Diamant ·                                    | 3.935.000   |

### Greatest Hits
| Land/Region                  | Auszeichnungen für Musikverkäufe (Land/Region, Auszeichnung, Verkäufe) | Verkäufe  |
| ---------------------------- | ---------------------------------------------------------------------- | --------- |
| Australien (ARIA)            | Gold                                                                   | 35.000    |
| Japan (RIAJ)                 | Gold                                                                   | 100.000   |
| Kanada (MC)                  | Gold                                                                   | 50.000    |
| Neuseeland (RMNZ)            | Platin                                                                 | 15.000    |
| Niederlande (NVPI)           | Platin                                                                 | 100.000   |
| Vereinigte Staaten (RIAA)    | 4× Platin                                                              | 4.000.000 |
| Vereinigtes Königreich (BPI) | 3× Platin                                                              | 900.000   |
| Insgesamt                    | 3× Gold · 9× Platin ·                                                  | 4.200.000 |

### Christmas Through Your Eyes
| Land/Region               | Auszeichnungen für Musikverkäufe (Land/Region, Auszeichnung, Verkäufe) | Verkäufe  |
| ------------------------- | ---------------------------------------------------------------------- | --------- |
| Vereinigte Staaten (RIAA) | Platin                                                                 | 1.000.000 |
| Insgesamt                 | 1× Platin ·                                                            | 1.000.000 |

### Hold Me, Thrill Me, Kiss Me
| Land/Region                  | Auszeichnungen für Musikverkäufe (Land/Region, Auszeichnung, Verkäufe) | Verkäufe  |
| ---------------------------- | ---------------------------------------------------------------------- | --------- |
| Australien (ARIA)            | Platin                                                                 | 70.000    |
| Europa (IFPI)                | Gold                                                                   | (500.000) |
| Japan (RIAJ)                 | Gold                                                                   | 100.000   |
| Kanada (MC)                  | Platin                                                                 | 100.000   |
| Neuseeland (RMNZ)            | Gold                                                                   | 7.500     |
| Spanien (Promusicae)         | 4× Platin                                                              | 400.000   |
| Vereinigte Staaten (RIAA)    | 2× Platin                                                              | 2.000.000 |
| Vereinigtes Königreich (BPI) | Platin                                                                 | 300.000   |
| Insgesamt                    | 4× Gold · 7× Platin ·                                                  | 2.767.500 |

### Abriendo puertas
| Land/Region               | Auszeichnungen für Musikverkäufe (Land/Region, Auszeichnung, Verkäufe) | Verkäufe  |
| ------------------------- | ---------------------------------------------------------------------- | --------- |
| Argentinien (CAPIF)       | Platin                                                                 | 60.000    |
| Europa (IFPI)             | Platin                                                                 | 1.000.000 |
| Kolumbien (ASINCOL)       | 4× Platin                                                              | 250.000   |
| Niederlande (NVPI)        | Gold                                                                   | 50.000    |
| Spanien (Promusicae)      | 6× Platin                                                              | (600.000) |
| Vereinigte Staaten (RIAA) | Gold (Standard) · + 6× Platin (Latin)                                  | 600.000   |
| Insgesamt                 | 2× Gold · 18× Platin ·                                                 | 1.910.000 |

### Destiny
| Land/Region                  | Auszeichnungen für Musikverkäufe (Land/Region, Auszeichnung, Verkäufe) | Verkäufe  |
| ---------------------------- | ---------------------------------------------------------------------- | --------- |
| Argentinien (CAPIF)          | Gold                                                                   | 30.000    |
| Australien (ARIA)            | Gold                                                                   | 35.000    |
| Japan (RIAJ)                 | Gold                                                                   | 100.000   |
| Kanada (MC)                  | Gold                                                                   | 50.000    |
| Spanien (Promusicae)         | 2× Platin                                                              | 200.000   |
| Vereinigte Staaten (RIAA)    | Platin                                                                 | 1.000.000 |
| Vereinigtes Königreich (BPI) | Silber                                                                 | 60.000    |
| Insgesamt                    | 1× Silber · 4× Gold · 3× Platin ·                                      | 1.475.000 |

### Best of Gloria Estefan
| Land/Region       | Auszeichnungen für Musikverkäufe (Land/Region, Auszeichnung, Verkäufe) | Verkäufe |
| ----------------- | ---------------------------------------------------------------------- | -------- |
| Frankreich (SNEP) | 2× Gold                                                                | 200.000  |
| Insgesamt         | 1× Gold ·                                                              | 200.000  |

### Gloria!
| Land/Region               | Auszeichnungen für Musikverkäufe (Land/Region, Auszeichnung, Verkäufe) | Verkäufe  |
| ------------------------- | ---------------------------------------------------------------------- | --------- |
| Argentinien (CAPIF)       | Platin                                                                 | 60.000    |
| Frankreich (SNEP)         | Gold                                                                   | 100.000   |
| Japan (RIAJ)              | Gold                                                                   | 100.000   |
| Kanada (MC)               | Gold                                                                   | 50.000    |
| Spanien (Promusicae)      | 5× Platin                                                              | 500.000   |
| Uruguay (CUD)             | Platin                                                                 | 6.000     |
| Vereinigte Staaten (RIAA) | Gold                                                                   | 500.000   |
| Insgesamt                 | 4× Gold · 7× Platin ·                                                  | 1.316.000 |

### Alma Caribeña – Caribbean Soul
| Land/Region               | Auszeichnungen für Musikverkäufe (Land/Region, Auszeichnung, Verkäufe) | Verkäufe |
| ------------------------- | ---------------------------------------------------------------------- | -------- |
| Argentinien (CAPIF)       | Platin                                                                 | 60.000   |
| Mexiko (AMPROFON)         | Gold                                                                   | 75.000   |
| Spanien (Promusicae)      | 2× Platin                                                              | 200.000  |
| Vereinigte Staaten (RIAA) | Gold (Standard) · + 4× Platin (Latin)                                  | 500.000  |
| Insgesamt                 | 2× Gold · 7× Platin ·                                                  | 835.000  |

### Greatest Hits Vol. II
| Land/Region          | Auszeichnungen für Musikverkäufe (Land/Region, Auszeichnung, Verkäufe) | Verkäufe |
| -------------------- | ---------------------------------------------------------------------- | -------- |
| Spanien (Promusicae) | Gold                                                                   | 50.000   |
| Insgesamt            | 1× Gold ·                                                              | 50.000   |

### Unwrapped
| Land/Region          | Auszeichnungen für Musikverkäufe (Land/Region, Auszeichnung, Verkäufe) | Verkäufe |
| -------------------- | ---------------------------------------------------------------------- | -------- |
| Schweiz (IFPI)       | Platin                                                                 | 40.000   |
| Spanien (Promusicae) | Gold                                                                   | 50.000   |
| Insgesamt            | 1× Gold · 1× Platin ·                                                  | 90.000   |

### Amor y suerte – The Spanish Love Songs
| Land/Region          | Auszeichnungen für Musikverkäufe (Land/Region, Auszeichnung, Verkäufe) | Verkäufe |
| -------------------- | ---------------------------------------------------------------------- | -------- |
| Argentinien (CAPIF)  | Gold                                                                   | 20.000   |
| Spanien (Promusicae) | Gold                                                                   | 50.000   |
| Insgesamt            | 2× Gold ·                                                              | 70.000   |

### The Very Best Of
| Land/Region                  | Auszeichnungen für Musikverkäufe (Land/Region, Auszeichnung, Verkäufe) | Verkäufe |
| ---------------------------- | ---------------------------------------------------------------------- | -------- |
| Irland (IRMA)                | Gold                                                                   | 7.500    |
| Vereinigtes Königreich (BPI) | Gold                                                                   | 100.000  |
| Insgesamt                    | 2× Gold ·                                                              | 107.500  |

### 90 Millas
| Land/Region          | Auszeichnungen für Musikverkäufe (Land/Region, Auszeichnung, Verkäufe) | Verkäufe |
| -------------------- | ---------------------------------------------------------------------- | -------- |
| Spanien (Promusicae) | Gold                                                                   | 40.000   |
| Insgesamt            | 1× Gold ·                                                              | 40.000   |

## Auszeichnungen nach Singles

### Dr. Beat
| Land/Region                  | Auszeichnungen für Musikverkäufe (Land/Region, Auszeichnung, Verkäufe) | Verkäufe |
| ---------------------------- | ---------------------------------------------------------------------- | -------- |
| Vereinigtes Königreich (BPI) | Silber                                                                 | 200.000  |
| Insgesamt                    | 1× Silber ·                                                            | 200.000  |

### Conga!
| Land/Region                  | Auszeichnungen für Musikverkäufe (Land/Region, Auszeichnung, Verkäufe) | Verkäufe  |
| ---------------------------- | ---------------------------------------------------------------------- | --------- |
| Kanada (MC)                  | Gold                                                                   | 50.000    |
| Neuseeland (RMNZ)            | Gold                                                                   | 15.000    |
| Vereinigte Staaten (RIAA)    | Gold                                                                   | (500.000) |
| Vereinigte Staaten (RIAA)    | 2× Diamant + Platin (Latin)                                            | 1.260.000 |
| Vereinigtes Königreich (BPI) | Silber                                                                 | 200.000   |
| Insgesamt                    | 1× Silber · 3× Gold · 1× Platin · 2× Diamant ·                         | 1.525.000 |

### Bad Boy
| Land/Region               | Auszeichnungen für Musikverkäufe (Land/Region, Auszeichnung, Verkäufe) | Verkäufe |
| ------------------------- | ---------------------------------------------------------------------- | -------- |
| Kanada (MC)               | Gold                                                                   | 50.000   |
| Vereinigte Staaten (RIAA) | Gold                                                                   | 500.000  |
| Insgesamt                 | 2× Gold ·                                                              | 550.000  |

### Can’t Stay Away from You
| Land/Region        | Auszeichnungen für Musikverkäufe (Land/Region, Auszeichnung, Verkäufe) | Verkäufe |
| ------------------ | ---------------------------------------------------------------------- | -------- |
| Niederlande (NVPI) | Gold                                                                   | 75.000   |
| Insgesamt          | 1× Gold ·                                                              | 75.000   |

### Anything for You
| Land/Region               | Auszeichnungen für Musikverkäufe (Land/Region, Auszeichnung, Verkäufe) | Verkäufe |
| ------------------------- | ---------------------------------------------------------------------- | -------- |
| Vereinigte Staaten (RIAA) | Gold                                                                   | 500.000  |
| Insgesamt                 | 1× Gold ·                                                              | 500.000  |

### Don’t Wanna Lose You
| Land/Region               | Auszeichnungen für Musikverkäufe (Land/Region, Auszeichnung, Verkäufe) | Verkäufe |
| ------------------------- | ---------------------------------------------------------------------- | -------- |
| Vereinigte Staaten (RIAA) | Gold                                                                   | 500.000  |
| Insgesamt                 | 1× Gold ·                                                              | 500.000  |

### Turn the Beat Around
| Land/Region               | Auszeichnungen für Musikverkäufe (Land/Region, Auszeichnung, Verkäufe) | Verkäufe |
| ------------------------- | ---------------------------------------------------------------------- | -------- |
| Australien (ARIA)         | Gold                                                                   | 35.000   |
| Vereinigte Staaten (RIAA) | Gold                                                                   | 500.000  |
| Insgesamt                 | 2× Gold ·                                                              | 535.000  |

### Hold Me, Thrill Me, Kiss Me
| Land/Region                  | Auszeichnungen für Musikverkäufe (Land/Region, Auszeichnung, Verkäufe) | Verkäufe |
| ---------------------------- | ---------------------------------------------------------------------- | -------- |
| Vereinigtes Königreich (BPI) | Silber                                                                 | 200.000  |
| Insgesamt                    | 1× Silber ·                                                            | 200.000  |

### You’ll Be Mine (Party Time)
| Land/Region       | Auszeichnungen für Musikverkäufe (Land/Region, Auszeichnung, Verkäufe) | Verkäufe |
| ----------------- | ---------------------------------------------------------------------- | -------- |
| Frankreich (SNEP) | Silber                                                                 | 125.000  |
| Insgesamt         | 1× Silber ·                                                            | 125.000  |

### Music of My Heart
| Land/Region               | Auszeichnungen für Musikverkäufe (Land/Region, Auszeichnung, Verkäufe) | Verkäufe |
| ------------------------- | ---------------------------------------------------------------------- | -------- |
| Vereinigte Staaten (RIAA) | Gold                                                                   | 500.000  |
| Insgesamt                 | 1× Gold ·                                                              | 500.000  |

### Wrapped
| Land/Region    | Auszeichnungen für Musikverkäufe (Land/Region, Auszeichnung, Verkäufe) | Verkäufe |
| -------------- | ---------------------------------------------------------------------- | -------- |
| Schweiz (IFPI) | Gold                                                                   | 20.000   |
| Insgesamt      | 1× Gold ·                                                              | 20.000   |

### Doctor Pressure
| Land/Region                  | Auszeichnungen für Musikverkäufe (Land/Region, Auszeichnung, Verkäufe) | Verkäufe |
| ---------------------------- | ---------------------------------------------------------------------- | -------- |
| Vereinigtes Königreich (BPI) | Gold                                                                   | 400.000  |
| Insgesamt                    | 1× Gold ·                                                              | 400.000  |

## Auszeichnungen nach Videoalben

### Homecoming Concert
| Land/Region               | Auszeichnungen für Musikverkäufe (Land/Region, Auszeichnung, Verkäufe) | Verkäufe |
| ------------------------- | ---------------------------------------------------------------------- | -------- |
| Vereinigte Staaten (RIAA) | Platin                                                                 | 100.000  |
| Insgesamt                 | 1× Platin ·                                                            | 100.000  |

### Evolution
| Land/Region               | Auszeichnungen für Musikverkäufe (Land/Region, Auszeichnung, Verkäufe) | Verkäufe |
| ------------------------- | ---------------------------------------------------------------------- | -------- |
| Vereinigte Staaten (RIAA) | Platin                                                                 | 100.000  |
| Insgesamt                 | 1× Platin ·                                                            | 100.000  |

### Into the Light – World Tour
| Land/Region               | Auszeichnungen für Musikverkäufe (Land/Region, Auszeichnung, Verkäufe) | Verkäufe |
| ------------------------- | ---------------------------------------------------------------------- | -------- |
| Vereinigte Staaten (RIAA) | Gold                                                                   | 50.000   |
| Insgesamt                 | 1× Gold ·                                                              | 50.000   |

### Everlasting Gloria!
| Land/Region               | Auszeichnungen für Musikverkäufe (Land/Region, Auszeichnung, Verkäufe) | Verkäufe |
| ------------------------- | ---------------------------------------------------------------------- | -------- |
| Vereinigte Staaten (RIAA) | Gold                                                                   | 50.000   |
| Insgesamt                 | 1× Gold ·                                                              | 50.000   |

## Auszeichnungen nach Autorenbeteiligungen und Produktionen

### Let’s Get Loud(Jennifer Lopez)
| Land/Region                  | Auszeichnungen für Musikverkäufe (Land/Region, Auszeichnung, Verkäufe) | Verkäufe  |
| ---------------------------- | ---------------------------------------------------------------------- | --------- |
| Australien (ARIA)            | 3× Platin                                                              | 210.000   |
| Belgien (BRMA)               | Gold                                                                   | 25.000    |
| Deutschland (BVMI)           | Gold                                                                   | 250.000   |
| Italien (FIMI)               | Gold                                                                   | 35.000    |
| Mexiko (AMPROFON)            | Gold                                                                   | 30.000    |
| Niederlande (NVPI)           | Gold                                                                   | 40.000    |
| Vereinigte Staaten (RIAA)    | —                                                                      | 413.000   |
| Vereinigtes Königreich (BPI) | Silber                                                                 | 200.000   |
| Insgesamt                    | 1× Silber · 5× Gold · 3× Platin ·                                      | 1.203.000 |

### Whenever, Wherever(Shakira)
| Land/Region                  | Auszeichnungen für Musikverkäufe (Land/Region, Auszeichnung, Verkäufe) | Verkäufe  |
| ---------------------------- | ---------------------------------------------------------------------- | --------- |
| Australien (ARIA)            | 4× Platin                                                              | 280.000   |
| Belgien (BRMA)               | 2× Platin                                                              | 100.000   |
| Brasilien (PMB)              | Platin                                                                 | 60.000    |
| Dänemark (IFPI)              | Platin                                                                 | 90.000    |
| Deutschland (BVMI)           | 3× Gold                                                                | 750.000   |
| Finnland (IFPI)              | Gold                                                                   | 5.477     |
| Frankreich (SNEP)            | Diamant                                                                | 635.000   |
| Griechenland (IFPI)          | Platin                                                                 | 20.000    |
| Italien (FIMI)               | Gold                                                                   | 25.000    |
| Kanada (MC)                  | 2× Platin                                                              | 160.000   |
| Mexiko (AMPROFON)            | Platin (Englische Version) · + 2× Platin (Spanische Version)           | 180.000   |
| Neuseeland (RMNZ)            | Platin                                                                 | 10.000    |
| Niederlande (NVPI)           | Platin                                                                 | 60.000    |
| Norwegen (IFPI)              | 3× Platin                                                              | 30.000    |
| Österreich (IFPI)            | Platin                                                                 | 30.000    |
| Schweden (IFPI)              | 2× Platin                                                              | 60.000    |
| Schweiz (IFPI)               | 2× Platin                                                              | 80.000    |
| Vereinigte Staaten (RIAA)    | 2× Platin                                                              | 2.000.000 |
| Vereinigtes Königreich (BPI) | 2× Platin                                                              | 1.200.000 |
| Insgesamt                    | 3× Gold · 29× Platin · 1× Diamant ·                                    | 5.775.477 |

## Statistik und Quellen
| Land/RegionAuszeichnungen für Musikverkäufe (Land/Region, Auszeichnungen, Verkäufe, Quellen) | Silber     | Gold       | Platin         | Diamant     | Verkäufe    | Quellen |
| -------------------------------------------------------------------------------------------- | ---------- | ---------- | -------------- | ----------- | ----------- | --- |
| Argentinien (CAPIF)                                                                          | —          | 3× Gold3   | 5× Platin5     | —           | 380.000     | capif.org.ar (Memento vom 31. Mai 2011 im Internet Archive) AR2 (Memento vom 6. Juli 2011 im Internet Archive) |
| Australien (ARIA)                                                                            | —          | 3× Gold3   | 13× Platin13   | —           | 1.015.000   | aria.com.au |
| Belgien (BRMA)                                                                               | —          | Gold1      | 2× Platin2     | —           | 125.000     | ultratop.be |
| Brasilien (PMB)                                                                              | —          | —          | Platin1        | —           | 60.000      | pro-musicabr.org.br                                                                                            |
| Dänemark (IFPI)                                                                              | —          | —          | Platin1        | —           | 90.000      | ifpi.dk |
| Deutschland (BVMI)                                                                           | —          | 3× Gold3   | Platin1        | —           | 1.250.000   | musikindustrie.de                                                                                              |
| Europa (IFPI)                                                                                | —          | 2× Gold2   | 2× Platin2     | —           | (3.000.000) | ifpi.org (Memento vom 1. Januar 2014 im Internet Archive)                                                      |
| Finnland (IFPI)                                                                              | —          | 2× Gold2   | —              | —           | 40.951      | ifpi.fi |
| Frankreich (SNEP)                                                                            | Silber1    | 3× Gold3   | —              | Diamant1    | 1.060.000   | infodisc.fr snepmusique.com                                                                                    |
| Griechenland (IFPI)                                                                          | —          | —          | Platin1        | —           | 20.000      | Einzelnachweise                                                                                                |
| Irland (IRMA)                                                                                | —          | Gold1      | —              | —           | 7.500       | irishcharts.ie                                                                                                 |
| Italien (FIMI)                                                                               | —          | 2× Gold2   | —              | —           | 60.000      | fimi.it |
| Japan (RIAJ)                                                                                 | —          | 6× Gold6   | —              | —           | 600.000     | riaj.or.jp |
| Kanada (MC)                                                                                  | —          | 5× Gold5   | 7× Platin7     | —           | 910.000     | musiccanada.com                                                                                                |
| Kolumbien (ASINCOL)                                                                          | —          | —          | 4× Platin4     | —           | 250.000     | Einzelnachweise                                                                                                |
| Mexiko (AMPROFON)                                                                            | —          | 2× Gold2   | 6× Platin6     | —           | 1.035.000   | amprofon.com.mx                                                                                                |
| Neuseeland (RMNZ)                                                                            | —          | 5× Gold5   | 5× Platin5     | —           | 137.500     | aotearoamusiccharts.co.nz NZ2                                                                                  |
| Niederlande (NVPI)                                                                           | —          | 3× Gold3   | 6× Platin6     | —           | 705.000     | nvpi.nl |
| Norwegen (IFPI)                                                                              | —          | —          | 3× Platin3     | —           | 30.000      | ifpi.no (Memento vom 5. November 2012 im Internet Archive)                                                     |
| Österreich (IFPI)                                                                            | —          | —          | Platin1        | —           | 30.000      | ifpi.at |
| Schweden (IFPI)                                                                              | —          | Gold1      | 2× Platin2     | —           | 110.000     | sverigetopplistan.se                                                                                           |
| Schweiz (IFPI)                                                                               | —          | 3× Gold3   | 3× Platin3     | —           | 190.000     | hitparade.ch                                                                                                   |
| Spanien (Promusicae)                                                                         | —          | 5× Gold5   | 30× Platin30   | —           | 3.240.000   | elportaldemusica.es ES2 ES3                                                                                    |
| Uruguay (CUD)                                                                                | —          | —          | Platin1        | —           | 6.000       | Einzelnachweise                                                                                                |
| Vereinigte Staaten (RIAA)                                                                    | —          | 12× Gold12 | 41× Platin41   | 3× Diamant3 | 30.173.000  | riaa.com |
| Vereinigtes Königreich (BPI)                                                                 | 5× Silber5 | 2× Gold2   | 14× Platin14   | —           | 6.160.000   | bpi.co.uk |
| Insgesamt                                                                                    | 6× Silber6 | 64× Gold64 | 149× Platin149 | 4× Diamant4 |             | |